# ESPN Inc.
ESPN Inc. è una società statunitense operante nel settore dei media, che produce canali televisivi sportivi. È una divisione del gruppo The Walt Disney Company, con Hearst Communications come azionista minoritario. Possiede varie reti televisive sportive, tra cui l'omonimo ESPN.
La maggior parte della programmazione sulle reti ESPN consiste in eventi sportivi dal vivo o in differita, programmi di notizie sportive, talk show sportivi, serie originali e documentari.

## Canali

### Attivi
- ESPN (1979 - in attività)
- ESPN International (1989 - in attività)
- ESPN2 (1993 - in attività)
- ESPN Brasil (1995 - in attività)
- ESPNEWS (1996 - in attività)
- ESPN Classic Canada (2001 - in attività)
- ESPN Deportes (2004 - in attività)
- ESPNU (2005 - in attività)
- ESPN on ABC (2006 - in attività, sostituisce ABC Sports)
- ESPN PPV ( - in attività)
- The Sports Network (1984 - in attività)
- ESPN 2 (America Latina) (2008 - in attività)

### Non più in attività
- ESPN Classic (1997 - 2013)
- ESPN 5 (2017-2020)
- MBC ESPN (2001-2010, sostituito da MBC Sports+)

### ESPN via satellite in Europa
ESPN, e più precisamente una parte della rete ESPN International è ricevibile in Italia dal satellite Telstar 12 a 15 gradi ovest. Lo standard è il PowerVu (diverso dal SECA, dall'Irdeto o dal SECA2 di SKY ad esempio) e quindi per decodificarlo occorre un decoder apposito.
Dettagli: considerare una parabola ovale 120 cm minimo ottimamente puntata sul 15gradi OVEST, un decoder della Scientific Atlanta (ad esempio il D9850) e relativa autorizzazione. Ogni decoder ha un numero seriale e codice di autorizzazione (UA#). Con quei codici ESPN può abilitare o meno la decodifica, sia in modo totale completamente aperto oppure parziale limitatamente a certi sport o a certi eventi. Vedi il sito di ESPN Int. per i dettagli del palinsesto. Lo stream in PAL si chiama ESPN Atlantic. Gli altri feed di ESPN (ESPN2, ESPN Pac Rim, ESPN Middle Est, ESPN Caribbean ecc.) sono in NTSC. Non è facile essere autorizzati, questo tipo di bouquet è riservato ai militari USA all'estero (caserme NATO), a politici o a broadcaster televisivi, per esempio.

### ESPN in rete
Da settembre 2021, le trasmissioni sportive di ESPN sono incluse nei pacchetti del servizio di streaming di contenuti (OTT) Star+, questa opzione è disponibile solo nelle nazioni dell'America Latina. ESPN possiede anche il suo servizio di contenuti streaming, ovvero ESPN+, lanciato nel 2018, su cui è possibile usufruire di tutti i servizi della gamma ESPN, tra cui anche contenuti on demand.

## Internet
- ESPN Motion (2003 - presente)
- ESPN3 (2005 - presente)
- Star+ (2021 - presente)
- ESPN+ (2018 - presente)
- ESPN.com
- ESPN.mobi.
- ESPNdeportes.com.
- ESPN.com in Portugese for Brazil, su espn.com.br.
- Cricinfo.com.
- Scrum.com.

## Radio
- ESPN Radio (1992 - presente)
- ESPN Deportes Radio (2005 - presente)
- Rádio Eldorado ESPN (2007 - presente)

## Esecutivi
- George W. Bodenheimer: Co-Chairman, Disney Media Networks, President, ESPN, Inc. and ABC Sports, Chairman, ESPN Board of Directors[6]
- Sean Bratches: Executive Vice President, Sales and Marketing[7]
- Christine Driessen: Executive Vice President and Chief Financial Officer[8]
- Edwin Durso: Executive Vice President, Administration[9]
- Chuck Pagano: Executive Vice President and Chief Technology Officer[10]
- John Skipper: Executive Vice President, Content[11]
- Norby Williamson: Executive Vice President, Studio and Remote Production[12]
- Russell Wolff: Executive Vice President and Managing Director, ESPN International[13]